# ستيف وايتمير
ستيف وايتمير (بالإنجليزية: Steve Whitmire)‏ هو ممثل أمريكي، ولد في 24 سبتمبر 1959 بأتلانتا في الولايات المتحدة. بدأ مشواره المهني سنة 1978.

## أعمال

### أفلام
- (1979) الدمى[7]
- (1982) كريستال الظلام[8]

## ترشيحات
- جائزة جمعية نقاد الأفلام عن فئة أفضل أغنية [الإنجليزية]‏ (2011)

## وصلات خارجية
- ستيف وايتمير على موقع IMDb (الإنجليزية)
- ستيف وايتمير على موقع ميوزك برينز (الإنجليزية)
- ستيف وايتمير على موقع ديسكوغز (الإنجليزية)
- ستيف وايتمير على موقع قاعدة بيانات الفيلم (الإنجليزية)